# Mariä-Geburt-Kirche von Karassewka

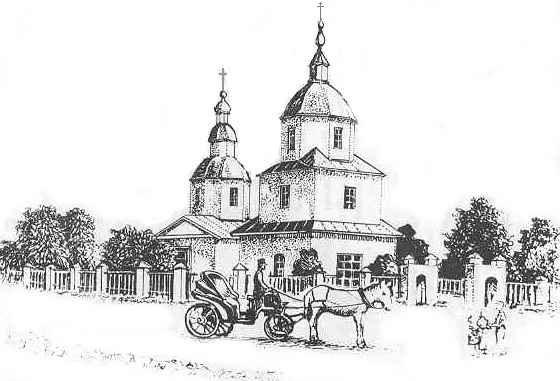
Mariä-Geburt-Kirche vor Neubau

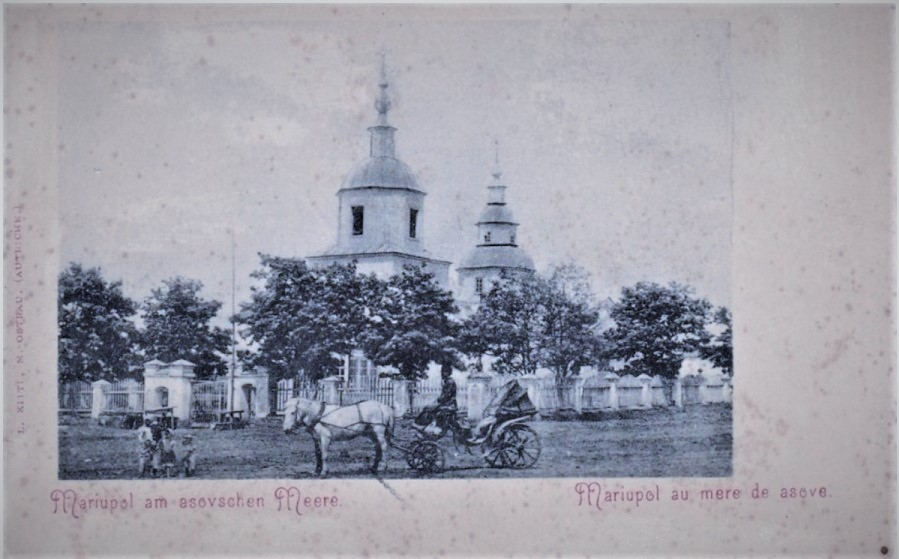
Mariä-Geburt-Kirche vor Neubau

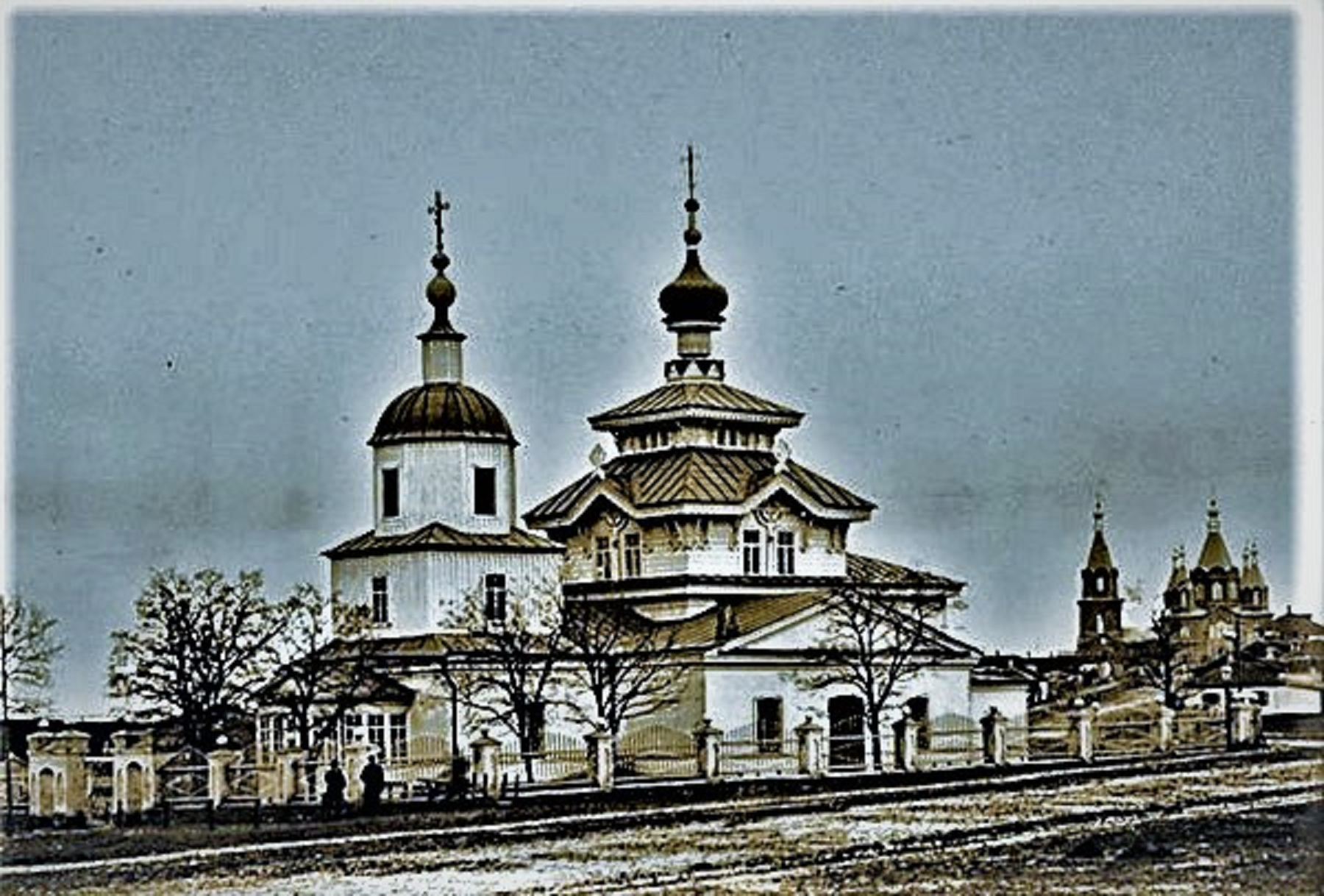
Mariä-Geburt-Kirche nach Neubau

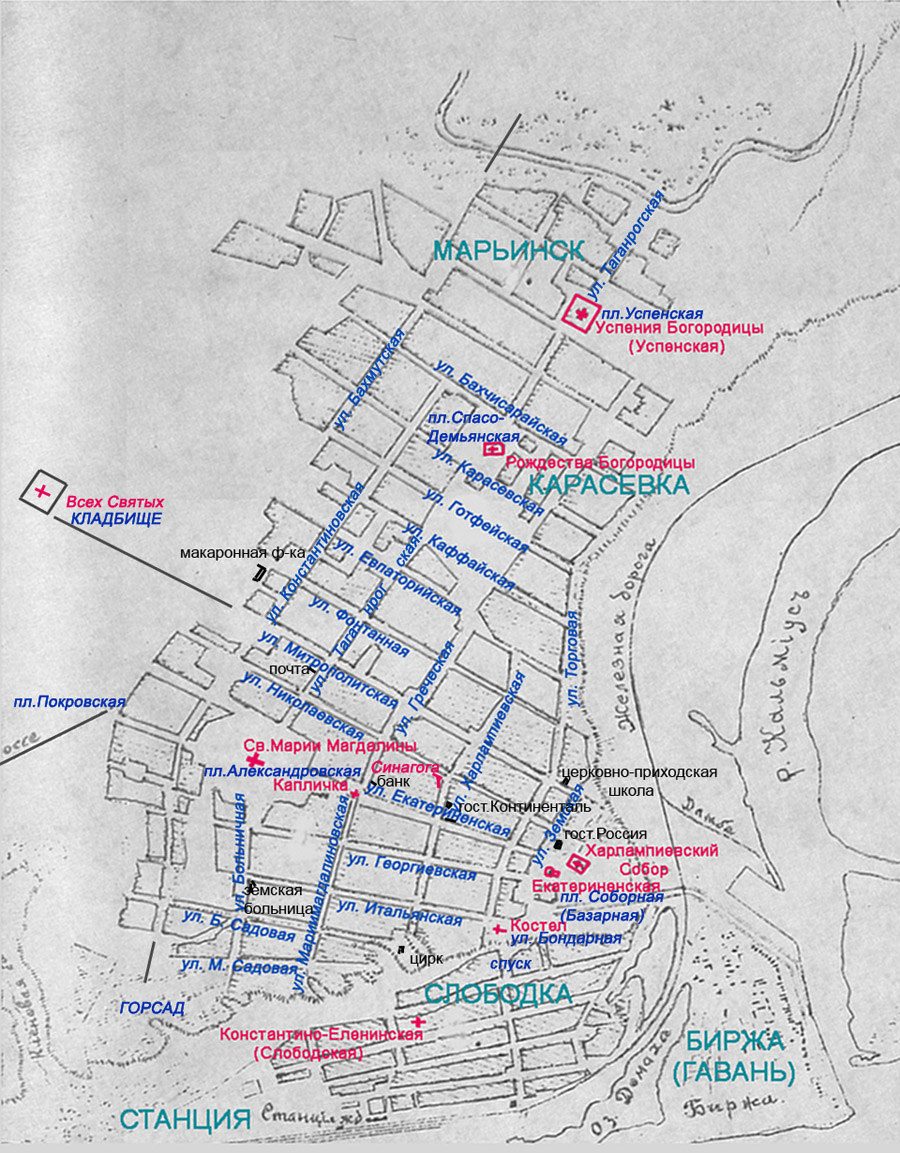
Stadtplan von 1892 mit den Sakralbauten (in roter Farbe)

Die Mariä-Geburt-Kirche von Karassewka in Mariupol (russisch Церковь Рождества Богородицы на Карасевке) war eine 1780 von griechischen Einwanderern erbaute Kirche.

## Geschichte
Metropolit Ignatius veranlasste in der Zeit um 1780 den Bau von vier Kirchen in Mariupol. Für das Karassewka-Stadtviertel erbaute man die Mariä-Geburt-Kirche. In dieser wurde besonders die Ikone von Kosmas und Damian verehrt, die die griechischen Umsiedler von der Krim mitgebracht hatten. Zudem gab es eine Ikone des Paraskeva von Rom, der wundersame Eigenschaften (Schutz vor Cholera) zugeschrieben wurden, ein mit Seide besticktes Leichentuch von 1717 und je ein Evangelium in griechischer und türkischer Sprache.
Im Jahr 1848 wurde eine kleine Friedhofskirche auf Kosten des Kollegialkanzlers Kirill Matveyevich Kaleri erbaut. Sie bestand aus Stein und besaß eine Holzkuppel. Die Wände und der Glockenturm der Kirche bestanden aus rotem Backstein, das Dach bestand anfangs aus Schilf, die Kuppeln waren aus Holz. Archip Iwanowitsch Kuindschi wurde in dieser Kirche getauft. 1868 erfolgte die Weihe eines Neubaus. Kuindschi blieb dem Gotteshaus weiter verbunden und heiratete dort im Jahr 1875 Vera Leontyevna Kechedzhi-Shapovalova. Die Kirche wird zudem in seinem Testament erwähnt, in dem er die für Stiftung einer nach ihm benannten Schule Geld zur Verfügung stellte. Der Sakralbau wurde 1936 zerstört, nach anderen Angaben 1934, und an seiner Stelle 1937 ein neues Schulgebäude (Nr. 11) errichtet. Ein Gedenkstein erinnert heute an die Kirche.